# Bougrétenga
Bougrétenga est une commune située dans le département de Kando de la province de Kouritenga dans la région du Centre-Est au Burkina Faso.

## Géographie
Bougrétenga est une vaste plaine occupée par des champs et un marigot qui constitue une frontière naturelle entre la province du Kouritenga dont relève le village et la province du Ganzourgou. Les populations vivent dans des concessions au milieu de leurs champs.
Bougrétenga connait deux saisons : une saison sèche (octobre à mai) marquée par l'harmattan et une saison des pluies qui dure 4 mois environ (juin à septembre). Ces deux saisons rythment la vie et les activités des populations rurales.
Le couvert végétal est faible du fait des activités agricoles et de l'impact de plus en plus ressenti du changement climatique. On y retrouve néanmoins de nombreux types d'arbres caractéristiques de la savane, notamment le karité, le néré, le manguier, le baobab, le kapokier, acacia, eucalyptus, des arbres épineux, des buissons, etc.
Une piste rurale qui quitte Pouytenga traverse Bougrétenga pour relier Kando et d'autres villages du département facilitant ainsi la mobilité des populations.

## Histoire
Selon la tradition orale, le village tiendrait son nom de son fondateur, le « Naaba Bugré » qui, après avoir combattu, s'est établi là, dans sa quête d'une localité fertile pour y vivre. Bougrétenga serait ainsi une déformation de « Bugsem tenga », qui signifie littéralement la localité fertile ou le village où il fait bon vivre.

## Démographie
Si aucune donnée démographique précise ne permet de chiffrer les proportions de femmes et d’enfants, tout porte à croire que comme à l’échelle nationale, le village compte une population majoritairement féminine et jeune. Si les jeunes comptent pour une grande proportion de la population, ils sont de plus en plus confrontés au phénomène de l’exode rural vers les centres urbains comme Ouagadougou et à l'étranger, notamment vers la Côte d'Ivoire : de nombreux jeunes se trouvent à Port-Bouët (Abidjan), travaillant à l'abattoir ou dans le commerce de bétail.

## Économie
La population de Bougrétenga vit essentiellement de l’agriculture vivrière, de l’élevage ainsi que du petit commerce.
Sur le plan agricole, les populations cultivent entre autres le sorgho (rouge et blanc), le petit mil (millet), le haricot (niébé), le maïs, les arachides. En plus de l'alimentation, le sorgho rouge sert aussi à la fabrication du dolo, la bière traditionnelle locale.
En ce qui concerne l'élevage, la population pratique aussi bien l'élevage familial (bovins, ovins, caprins, ânes, porcs et volailles) que l'élevage commercial à travers notamment l'embouche bovine. Beaucoup de commerçants du village fréquentent de façon assidue le marché de bétail de Pouytenga, ou font du commerce de bétails vers la Côte d'ivoire ou le Nigeria.
Le petit commerce est développé du fait de la proximité du village avec les villes de Pouytenga (située à 8 km) et de Zorgho (située à 12 km) qui constituent des centres commerciaux importants dans la zone. Par ailleurs, Bougrétenga possède un marché historique de référence qui alterne tous les 3 jours avec ceux de Pouytenga et de Zorgho. Le marché de Bougrétenga a ainsi lieu tous les 3 jours en même temps que ceux de Koupéla et Mogtédo.
L'association Burkina Songré, partenaire de l'Association pour le Développement de Bougrétenga (ADB), a beaucoup contribué au développement économique du village en impulsant plusieurs activités notamment des micro-crédits et la construction d'un centre multi-services au profit des femmes, le soutien à l'élevage de poulets pour des responsables de familles, la mise en route et l'exploitation de deux moulins à grain, la construction d'un forage.

## Santé et éducation
Sur le plan de la santé, Bougrétenga dispose désormais d’un Centre de santé et de promotion sociale (CSPS) comprenant un dispensaire, une maternité en cours de finalisation et un dépôt pharmaceutique. Ce CSPS est l'œuvre de la population de Bougrétenga qui a bénéficié de l'accompagnement financier de la communauté chrétienne catholique de Nivelles (Belgique) qui, par le biais du révérend père Jean-Claude Ponette de la congrégation des Pères blancs missionnaires d'Afrique, pour sa construction et son équipement. L'association Burkina Songré a aussi contribué en appuyant notamment la finalisation des travaux de la maternité.
À partir de 2015, grâce à l'appui de Burkina Songré et son partenaire Energy Assistance France (du groupe Engie), les sites communautaires notamment les deux écoles, le CSPS, le moulin et le centre multi-service (CMS) ont progressivement été équipés de panneaux solaires pour l'éclairage public.
Bougrétenga possède aujourd'hui plusieurs infrastructures socio-éducatives dont : l'école "Bougrétenga A" composée de six classes, l'école "Bougrétenga B" composée de trois classes, et d'un collège d'enseignement générale (CEG) en cours de construction.
La première école primaire, Bougrétenga A, composée de trois classes au départ, a été construite en 1981 grâce au révérend Père Willy Burm de la congrégation des Pères blancs Missionnaires d’Afrique. La seconde école Bougrétenga B a été construite avec le soutien de l'association française Burkina Songré avec le soutien financier de Talents & Partage, une association de solidarité des salariés et retraités du groupe Société Générale (France). Grâce à l'implication et l'appui de Burkina Songré la gratuité scolaire est une réalité à Bougrétenga; cela a eu un effet de levier et contribué à l'amélioration très sensible du taux de scolarisation des enfants.

### Développement local et vie associative
Le développement de Bougrétenga s'est fait progressivement grâce à l'implication de ses filles et fils ainsi qu'au soutien de partenaires extérieurs, notamment de l'association Burkina Songré. En effet, les ressortissants du village sont réunis au sein de l'Association pour le Développement de Bougrétenga (ADB) pour impulser les actions de développement local à tous les niveaux. Il existe de nombreuses autres structures associatives, notamment des groupements d'hommes et/ou de femmes (Groupement Pawind Taoré, etc.).
Depuis 2009, l'association Burkina Songré, créée en France par un fils du village et ses ami(e)s de France et dont le siège est établi à Beauchamp dans le Val-d'Oise s'est investie dans d'innombrables actions de développement à travers un appui direct à l'ADB qui supervise les réalisations sur le terrain au profit des populations du villages et des environs : soutien à l'éducation pour la gratuité scolaire, construction d'infrastructures scolaires, appui à la santé, soutien au développement économique, autonomisation des femmes par des activités génératrices de revenus (AGR), etc.

## Culture et patrimoine
La population de Bougrétenga pratique la religion traditionaliste (animisme), le christianisme (catholiques et protestants) et l'islam dans une coexistence pacifique. Il est commun de rencontrer dans une même famille des personnes appartenant à des confessions religieuses différentes. Et lors des fêtes religieuses, ceux qui sont à la fête partagent leurs repas avec les autres communautés. Les rapports familiaux transcendent les clivages religieux, de sorte qu'aussi bien lors des événements heureux (baptême, fiançailles, mariage, etc.) et malheureux (décès, inhumation, funérailles ou doua), les gens se réunissent ensemble sans considération de l'appartenance religieuse.
"Bougrin" est un lieu sacré qui est au cœur de la tradition et des pratiques rituelles du village. Constitué d'un ensemble touffu d'arbres et de buissons épineux, il serait le lieu où Naaba Bugré aurait établi sa cour royale. Tout nouveau chef du village doit, au cours de son intronisation y faire des sacrifices rituels aux mânes. Le village possède d'autres lieux sacrés où différents rituels sont faits chaque année.
Le "Tangana" est la fête traditionnelle du chef de Bougrétenga. Elle a lieu chaque année après les récoltes, entre le mois de janvier et février et donne lieu à des libations: remerciements aux ancêtres pour les récoltes, demande de protection, etc. Au cours de cette fête, le chef de Bougrétenga entouré de ses notables, sujets et tambouriniers, fait plusieurs fois le tour du marché.
Le chef actuel est Naaba Boulga qui succéda en 2018 à son défunt père Naaba Tanga.
C'est autour des années 1960 à 1970 que la chrétienté s'est établie à Bougrétenga avec les pères blancs dont les plus illustres furent le père Jean-Claude Ponette qui y créa un hangar, puis la toute première chapelle, et le père Willy Burm qui y construira la première école publique de trois classes, la toute première de tout le département de Kando. Jusqu'à ce jour, Bougrétenga est une succursale de la paroisse de Pouytenga.
Bougrétenga possède une importante communauté musulmane et s'est doté d'une mosquée.